# Bokslukaråldern
Bokslukaråldern handlar om en period då barn tenderar att läsa mycket. Den inträffar efter att barnet har lärt sig läsa och förstå även längre ord och meningar. I vilken ålder den anses inträffa varierar något mellan olika forskare. Karin Andolf-Johannesson anger exempelvis åldern 9-12 medan Kristian Wåhlin och Maj Asplund Carlsson definierar perioden till 10-12 år. Vad barnen läser varierar, men många väljer att läsa bokserier i många delar. Utmärkande för bokslukaråldern är att barnen ofta är helt koncentrerade på läsningen och inte märker vad som pågår omkring dem. Pojkar kommer oftare ut ur bokslukaråldern tidigare än flickor, som i högre grad ofta fortsätter sitt läsande.